# 西矢椛
西矢椛（日语：／ Nishiya Momiji，2007年8月30日—），日本女子滑板運動員。2021年7月26日，她代表日本参加2020年夏季奥林匹克运动会滑板比赛，在女子街式赛中夺得金牌，以13岁又330天之齡成為日本及亞洲最年轻的奥林匹克运动会金牌得主，亦是史上第三年輕的奧林匹克運動會金牌得主。

## 外部連結
- 西矢椛的Instagram帳戶